# 迺令思聪
迺令思聪，西夏官员，党项族。
迺令思聪官居殿前太尉。1198年（夏桓宗天庆五年、金章宗承安三年），与枢密直学士杨德先赴金朝谢横赐。1205年（夏桓宗天庆十二年、金章宗泰和五年）九月，再和知中兴府通判刘俊德出使金朝谢横赐。